# Regione di Denguélé
La regione di Denguélé (in francese: région du Denguélé) era una delle 19 regioni della Costa d'Avorio. Comprendeva un solo dipartimento, quello di Odienné.
È stata soppressa nel 2011, quando è stato istituito il distretto di Denguélé.